# Mosselman en Mosselman du Chenoy

Wapen

Mosselman of (voor enkele familieleden) Mosselman du Chenoy, is een Belgische patriciërsfamilie. Er is afstamming tot op heden. Heel wat Mosselmans behoorden tot het Brusselse ambacht van de slagers

## Oorsprong
De eerste aangetroffen naamdrager en voorvader was Olivier Mosselman, die in Linkebeek woonde in de eerste helft van de veertiende eeuw en er waarschijnlijk landbouwer of veehouder was. Hij was al overleden toen op 1 december 1369 zijn zoon Jan Mosselman poorter van Brussel werd en er als slager werkzaam was. Het is in het slagersberoep dat de Mosselmans zich gedurende verschillende eeuwen lieten gelden. Na enkele generaties betekende dit niet meer dat ze zelf het beroep uitoefenden, maar dat ze als 'vetlegger' en veekoopman veestapels hielden en verkochten, terwijl ze anderzijds eigenaar waren van slagersbanken in de vleeshalle, die ze aan uitoefenaars van het beroep verhuurden en van huizen in de Beenhouwersstraat die ze eveneens aan actieve slagers verhuurden. Generatie na generatie werden de Mosselmans lid van de Gilde van beenhouwers, die erfelijk was geworden en waarbij ze geen bewijs van vakmanschap moesten voorleggen.
Jan Mosselman (ca. 1430-ca. 1495) was de eerste van de familie die een heerlijkheid aankocht (de weide 'De Meer' in Anderlecht) en die als ontvanger, als raadslid en als burgemeester van de naties een rol van aanzien speelde in het Brusselse stadsbestuur, onder meer in de beroerde tijd (1477-1480) van opstand tegen Maximiliaan van Oostenrijk. 
Antoon Mosselman (ca. 1465-ca. 1533) was de eerste die het ook buiten het slagersambacht zocht en naast deken van de beenhouwers, ook deken van de Lakengilde werd, als handelaar in zijdestoffen.
Jan Mosselman (1573-1645), deken van het slagersambacht zoals vele Mosselmans voor en na hem, was de vleesleverancier aan het Hof van de aartshertogen Albrecht en Isabella. 
In de 18de eeuw behoorde de familie Mosselman meer en meer tot de voorname en welvarende families van Brussel. Ze waren opgenomen in de zeven geslachten van Brussel (de lignages) via verwantschap met de familie Sweerts. 
Arnoul-Louis Mosselman (1740-1823) was de eerste van de familie die in Leuven universitaire studies deed en een ambtelijk carrière volgde, als secretaris van de Souvereine Raad van Brabant (1767), griffier van deze Raad (1788) en griffier van de Grote Raad van Mechelen (1789). Hij kwam heelhuids uit de revolutiejaren en was van 1807 tot 1815 gemeenteraadslid van Brussel.

## Welvarende handelaars en bankiers
Terwijl Arnoul-Louis Mosselman en zijn nakomelingen hoofdzakelijk ambtelijke loopbanen verkozen, was een andere tak in volle opgang in de wereld van financies en handel.
Jacob Dominicus Mosselman (1694-1757) werd opeenvolgend deken van de beenhouwers en deken van de Lakengilde, zodat beide beroepen dus verder werden uitgeoefend bij de Mosselmans. Daarbij begon zijn vrouw, Catharina Van de Velde, aan een kanthandel, die weldra bloeide. Het echtpaar was aanzienlijk rijk. Ze hadden tien kinderen onder wie
- Jacques-Dominique Mosselman (1719-1781) die in de veehandel verder floreerde en trouwde met Barbara 't Kint (1724-1773),
- François Dominique Mosselman (1724-1775), die de kanthandel van zijn moeder verder zette.

Eerstgenoemde had drie zoons die een belangrijke carrière doorliepen:
- Etienne Mosselman (1751-1831), die vrijgezel bleef
- Corneille-François Mosselman (1753-1829), die een enige zoon had, aan de oorsprong van de tak Mosselman du Chenoy
- François-Dominique Mosselman (1754-1840), die elf wettige kinderen kreeg.

De gebroeders François-Dominique en Corneille Mosselman werden nog aanzienlijk rijker dan de overige Mosselmans. 
De familie behoort niet tot de Belgische adel, maar heel wat zonen en dochters trouwden met adellijke telgen. 
- Het Brusselse centrum van het deel van de familie dat zich 'Mosselman du Chenoy' ging noemen, nazaten van Corneille-François, was in de 19de eeuw het kasteel Wolvendaal in Ukkel, geërfd van Jacques Coghen en het door Corneille-François aangekochte landgoed 'Le Chenoy' in Court-Saint-Étienne dat nadien werd verkocht aan de industrieel Boël.
- Het centrum van François-Dominique Mosselman en van de meeste van zijn kinderen was Parijs.

De broer van Jacobus-Dominicus, was Pieter-Dominicus Mosselman (1698-1763), getrouwd met Barbe t'Kint. Hij was eveneens deken van het beenhouwersambacht. Hun vierde kind was Jerôme Mosselman (1729-1780) die licentiaat in de rechten werd en advocaat, maar ook actief was als brouwer. Hij trouwde eerst met Catherine Bartholyns (1735-1759) en ze hadden een zoon Dominique Mosselman. Uit zijn tweede huwelijk met Isabelle Meert (1742-1798) sproot onder meer Guillaume-François Mosselman voort (1776-1861) die eerst grossist in kruidenierswaren was in Brussel en daarna reder en importeur in Antwerpen. Hij was in 1801 in Oostende getrouwd met Thérèse Vette. Een andere zoon van Jerôme was Dominique-Joseph Mosselman (1778-ca 1850).

## Leden
- Jacobus-Dominicus Mosselman (1694-1757)
  - Jacques-Dominique Mosselman (1719-1781)
    - Etienne Mosselman (1751-1831)
    - Corneille-François Mosselman (1753-1829)
      - Théodore Mosselman du Chenoy (1804-1876), senator x Isabelle Coghen (1855-1898).
        - Henriette Mosselman du Chenoy (1855-1898) x burggraaf Bernard du Bus de Gisignies (1832-1917)
        - Laura Mosselman du Chenoy, (1859-1925) gehuwd met Prins Ruffo di Calabria en Hertog van Guardia Lombardije. Zij is de grootmoeder van Koningin Paola.

    - François-Dominique Mosselman (1754-1840)
      - Fanny Mosselman, beter bekend als Fanny Le Hon (1808–1880), in 1827 gehuwd met Charles Le Hon (later graaf Le Hon) en maîtresse o. m. van Charles, Hertog van Morny.
      - Alfred Mosselman (1810-1867)

  - François Dominique Mosselman (1724-1775),
- Pieter-Dominicus Mosselman (1698-1763)
  - Jerôme Mosselman (1729-1780)
    - Dominique Mosselman (1758-1830)
    - Guillaume-François Mosselman (1776-1861), reder in Antwerpen
    - Dominique-Joseph Mosselman (1778-ca 1850).